# Didier Caspers
Didier Caspers (Noordwijk, 1 oktober 1992) is een voormalig Nederlands baan- en wegwielrenner. Hij behaalde in 2010 een derde plaats op de scratch tijdens de Wereldkampioenschappen baanwielrennen voor junioren. 

## Belangrijkste resultaten

### Baanwielrennen
| Jaar     | NK                                           | EK       | WK       | Overig                  |
| Junioren | Junioren                                     | Junioren | Junioren | Junioren                |
| -------- | -------------------------------------------- | -------- | -------- | ----------------------- |
| 2008     | scratch · koppelkoers                        |          |          |                         |
| 2010     | omnium                                       |          | scratch  |                         |
| Elite    |                                              |          |          |                         |
| 2011     | 50 km · omnium                               |          |          |                         |
| 2012     |                                              |          |          |                         |
| 2013     | 50 km · omnium · koppelkoers · achtervolging |          |          | 3e Zesdaagse van Bremen |
| 2014     | puntenkoers · koppelkoers                    |          |          |                         |

## Ploegen
- 2011 –  Ubbink-Koga Cycling Team
- 2012 –  KOGA Cycling Team